# Molophilus velvetus
Molophilus velvetus är en tvåvingeart som beskrevs av Alexander 1926. Molophilus velvetus ingår i släktet Molophilus och familjen småharkrankar. Inga underarter finns listade i Catalogue of Life.